# فرناندو أوتشوا
فرناندو أوتشوا (بالإسبانية: Fernando Ochoa)‏ هو ممثل أرجنتيني، ولد في 29 نوفمبر 1905 في الأرجنتين، وتوفي بنفس المكان في 23 مارس 1974 بسبب حادث مرور.

## وصلات خارجية
- فرناندو أوتشوا على موقع IMDb (الإنجليزية)